# إيفاندر ماكيفر
إيفاندر ماكيفر (بالإنجليزية: Evander McIver)‏ هو مهندس معماري أسترالي، (و. 1834  م).